# П'ять центів (США)
П'ять центів (також нікель англ. Nickel) — монета номіналом в п'ять центів (0.05 долара США), карбується Монетним двором США зі сплаву міді (75 %) та нікелю (25 %), випускається з 1866 року. Діаметер монети 21,21 мм, а товщина — 1,95 мм.

## Історія
Срібний півдайм (0.05 долара США) був однією з деномінацій передбачених Законом Монетного двору від 1792 року, його вага та обов'язковий вміст срібла були встановлені законом. Срібні півдайми карбувалися з 1790х років до Громадянської війни в США, що призвела економічних труднощів та зменшення обігу золота й срібла. Намагаючись покращити економічне становище, замість малоцінних монет, уряд почав випуск паперової валюти, проте вже в 1865 році Конгрес скасував п'яти-центову банкноту та після успішного впровадження дво-центових та три-центових монет без вмісту дорогоцінного металу, дозволив нову п'яти-центову монету зі сплаву міді та нікелю. Монетний двір почав карбувати нову версію п'яти-центової монети в 1866 році.